# (4230) van den Bergh
(4230) van den Bergh ist ein Asteroid des Hauptgürtels, der am 19. September 1973 vom Forscherteam Cornelis Johannes van Houten und Tom Gehrels am Mount Palomar entdeckt wurde. 
Der Asteroid wurde am 28. Mai 1991 nach dem niederländisch-kanadischen Astronomen Sidney van den Bergh benannt.